# Onthophagus rotundibasis
Onthophagus rotundibasis là một loài bọ cánh cứng trong họ Bọ hung (Scarabaeidae).